# Майстор на историята за Гризелда
Майстор на историята за Гризелда (на италиански: Maestro di Griselda) е анонимен италиански художник от епохата на Ренесанса от Сиенската школа, работил в края на 15 век в Сиена.

## История на Гризелда
Датите на раждането и смъртта на този анонимен художник са неизвестни, но изследователите са единодушни в определянето на периода на неговата работа: 1490 – 1500 г. Толкова кратка кариера се обяснява или с внезапна смърт на художника, или с това, че са известни произведения само от една от фазите на неговото творчество. Името „Майстор на Историята за Гризелда“, определено за автора на трите панела от Национална галерия, Лондон, са предложени през 1931 г. от американския историк на изкуствата от 19 – 20 век Бърнард Беренсон, който се основа на изследванията на Джакомо де Николо.
На панелите са изобразени сюжети от книгата на Джовани Бокачо „Декамерон“ (Х ден, 10-а новела), много популярна в живописта на Куатроченто. В нея се разказва за момичето Гризелда, от простонародно семейство, омъжила се за младия маркиз на Салуцо, който решава да изпита своята съпруга чрез жестоки изпитания за вярност. Историята завършва благополучно, изключително благодарение на добродетелите на Гризелда, нейната издръжливост и устойчивост. В три картини, съхранявани в Националната галерия, Лондон се забелязва ръката на художника, свързан с Умбрийска школа. Затова навремето считат за автор на работите или Пинтурикио, или Лука Синьорели, или неговия родственик Франческо Синьорели.
През 1874 г. трите панела (на итал. spalliere) са придобити на търг на аукциона на Кристис от Лондонската национална галерия.
Има различни хипотези за автора на картините, но в накрая побеждава гледната точка, според която това е оригинален сиенски майстор, който добре познава творбите на Синьорели, или е работил в неговото ателие. Предполага се, че назидателните картини за верността на Гризелда са поръчани от богатото сиенско семейство Спаноки за сватба и са украсявали една от спалните им в Палацо „Спаноки“. Възможно е произведенията да са изпълнени за двойната сватба на синовете на Амброджо Спаноки, банкер на папа Пий II –  Антонио и Джулио, състояла се през 1493 г.
| 1 |  | Маркизът на Салуцо среща Гризелда, селска девойка. Той посещава бащиния ѝ дом и обявява, че ще се ожени за Гризелда, ако тя даде дума да му се подчинява. От нея снемат простите дрехи и я обличат в разкошна рокля. Сватба на маркиза и Гризелда.                                             |
| 2 |  | Маркизът изпитва послушанието на Гризелда. Той заповядва децата им да бъдат предадани на слуга, за да бъдат убити. След това съобщава на жена си, че желае да разтрогне брака и ѝ заповядва да остави всичко, което е придобила благодарение на мъжа си, както и да се върне в бащиния си дом. |
| 3 |  | Маркизът посещава Гризелда и поръчва да подготови неговия дом за празнуване на предполагаем нов брак. Появяват се децата им (неразпознати от майката, тъй като тя ги счита за убити). Накрая Маркизът разкрива на Гризелда, че тези изпитания са измислени, за да провери нейната покорност.   |

## Други произведения
Изследователите приписват още няколко произведения на Майстора на Гризелда. Става въпрос за известна поредица от осем картини с алегорични изображения на добродетелите, в чието създаване участват няколко от най-добрите сиенски художници от втората половина на 15 век. Това са Матео ди Джовани, който рисува „Юдит“ (макар че не всички специалисти са съгласни, че тя принадлежи към тази серия), Нерочо де Ланди – „Клавдия Квинта“, Франческо ди Джорджо – „Сципион Африкански“ и Пиетро ди Франческо Ориоли – „Сулпиция“ (Балтимор, Музей на изкуствата „Уолтърс“). Още четири подобни произведения принадлежат към тази поредица – „Артемизия“ (Милано, Музей „Полди Пецоли“), „Йосиф от Египет“ (Вашингтон, Национална галерия), „Александър Велики“ (Бирмингам, Институт „Барбър“) и „Тиберий Гракх Стари “ (Будапеща, Музей на изкуствата). Според някои експерти и четирите картини са създадени от Майстора на Историята за Гризелда. Други смятат, че две от тях - „Артемизия“ и „Тиберий Гракх“ са изписани от него заедно с Лука Синьорели или с художник от неговия кръг. В тези произведения, както и в картините с историята на Гризелда, зрялата ренесансова живопис вече преминава в определен етап на своеобразен „маниеризъм“, когато S-образните извивки на фигурите се повтарят непрекъснато, а самите фигури са удължени чак до карикатурност. Предполага се, че цялата поредица от осем картини е поръчана за сватбата от една от знатните сиенски фамилии - Спаноки или Пиколомини.
- Артемизия III изпива чашата с праха на съпруга си Мавзол, Милано, Музей „Полди Пецоли“
- Александър Велики, Бирмингам, Институт „Барбър“
- Тиберий Гракх, Будапеща, Музей на изящните изкуства
- Йосиф Египетски, Вашингтон, Национална галерия